# Борбе за Требиње 1944.
Након двонедељних бурних догађаја са великим бројем преврата, Требиње је 5. октобра 1944. заузела 29. херцеговачка дивизија НОВЈ ојачана деловима Друге далматинске бригаде, уништивши притом готово цео батаљон 369. легионарске дивизије и придружене немачке и домобранске јединице. Тиме су поремећени планови Групе армија Ф у којима је Требиње играло важну улогу.
Догађаји у Требињу започели су променом става четника који су до тада заједно са Немцима држали одбрану Требиња. 21. септембра они су под командом Војислава Лукачевића изненада напали Немце. Немци су одбили напад, а након пристизања појачања, почетком октобра четници су се повукли из области. У простор који су до тада они поседали, ушли су делови 29. херцеговачке дивизије. Тиме је посада Требиња доведена у веома тежак положај, а њихов покушај пробоја према Дубровнику 5. октобра окончан је поразом и тешким губицима.
Овом битком Требиње је 5. октобра 1944. коначно ослобођено од окупатора.

## Независна група националног отпора
Низ догађаја крајем августа 1944. (смењивање Михаиловића и расформирање његовог штаба од стране краља, капитулација Румуније, приближавање Црвене армије) истакао је критичност ситуације у којој су се нашли четници, односно ЈВуО. Михаиловић је 18. јула 1944. године наредио формирање Прве групе јуришних корпуса на простору Санџака, источне Херцеговине и југоисточне Босне, и именовао Војислава Лукачевића за команданта. Међутим, група официра на челу са Лукачевићем одлучила је крајем августа да се дистанцира од Михаиловића, затражи примирје са НОВЈ, ступи у непријатељство са Немцима и у контексту борбе против Немаца повеже се са Савезницима. Ова група названа је независном групом националног отпора. Сачињавале су је углавном источнохерцеговачке, уз неке санџачке и неке босанске четничке јединице.
Њихов општи план предвиђао је груписање у источној Херцеговини, а затим продор преко Требиња на јадранску обалу у захвату ушћа Неретве. Пошто изјава о прекиду непријатељстава са НОВЈ није имала ефекта у пракси, да би обезбедили маневарски простор, претходно су морали да одбаце делове 29. дивизије НОВЈ.
Напад на 29. дивизију трајао је од 9. до 14. септембра. Почео је у области Гацка, а на њега се надовезао противнапад 29. дивизије према Невесињу. Четничка главнина (око 2.000 људи) извукла се из борбеног контакта и одмарширала према Требињу.

## Четнички напад на Требиње
Кад је остварио концентрацију око 4.000 бораца у области Требиња, Лукачевић се одлучио за напад. Околност која му је ишла у прилог је широка сарадња Требињског корпуса ЈВуО са немачким требињским гарнизоном. Почев од фебруара 1944. ојачани 1. батаљон 369. пука заједно са четницима држао је ову област, фомирајући заједничке патроле и борбене групе.
Ту је батаљон остао до почетка октобра, заједно са четницима обезбеђујући то подручје.
Четници су држали пунктове шире спољашње одбране Требиња, док су Немци и легионари држали унутрашњи појас одбране и неке истакнуте тачке на комуникацијама. 21. септембра четничке снаге које су биле у редовном контакту и сарадњи са посадом, извеле су изненадан препад на легионарске и усташко-домобранске посаде на бункере спољње одбране Требиња, на Хум и Пољице.
20 (24?) септембра били смо изненађени од стране четника, који су до тада ишли са нама у патроле и акције, па су се и тог јутра као обично појавили и били прихваћени, тако што су запосели спољашње бункере Требиња. Посаде бункера тако су све пале у заробљеништво. Мало затим стигла је до пука - јер у Требињу су такође биле и неке пуковске јединице - порука о прекиду братства по оружју од неког мајора Лукачевића, потписана од везисте који је био мој пријатељ. Истовремено захтевано је од пука да четницима преда све Хрвате, док ће немачком особљу бити дозвољен слободан одлазак. Након консултовања са дивизијом, командант пука пуковник Фишер одбио је захтев и припремио трупе за одбрану. Борба је, у складу са најавом четника, почела у 21 час. Хрвати су се добро борили, јер су се бојали да би у заробљеништву били убијени. Напади четника били су одбијени. Неколико дана касније (28. 9.?) Требиње је избављено наиласком трупа 118. ловачке дивизије. Заједно са њима, област су напустили и четници, који су претрпели тешке губитке. Они су били толико ослабљени, да су морали препустити област Требиња. Многи наши саборци, који су током испада четника пали у њихово заробљеништво, том приликом су ослобођени и вратили су се у трупу. Према њиховим изјавама, били су третирани пристојно. 
Четници су, на овај начин, заробили око 350 легионара, жандарма, италијанских фашиста и домобрана и запленили њихово наоружање: 2 тенка, 3 топа, 1 оклопни воз, 8 минобацача, 50 аутоматских оруђа, и веће количине пушака и муниције. Након тога, Лукачевић је 22. септембра посади Требиња упутио ултиматум. Пошто је командант 369. пука, пуковник Фишер, одбио ултиматум, 22. септембра у 21 час почео је општи напад око 2.000 четника на Требиње. Ноћни напади поновљени су и током наредне две ноћи, али су сви завршени неуспешно. 25. септембра интервенисао је од Дубровника према Требињу ојачани 3. батаљон 750. пука 118. ловачке дивизије који је разбио четничка осигурања на Радован-ждријелу и пробио се у помоћ гарнизону у Требињу, чиме је отклоњен непосредни притисак на град. Истог дана, стицајем околности, испољен је притисак на четнике од Јужнохерцеговачке оперативне групе и делова Друге далматинске бригаде, из правца Љубомира и Корјенића.
Након пада Билеће 2. октобра у руке 29. дивизије НОВЈ и концентрисања снага према Требињу, четници су напустили Попово поље.

## Напад НОВЈ на Требиње
Нагли одлазак четника омогућио је 29. дивизији да без борбе поседне многе важне положаје спољашње одбране Требиња, и тако доведе гарнизон у непосредну опасност. Требиње је било веома важна позиција у плановима Групе армија Ф, јер је преко њега требало да буде успостављена веза 21. брдског и 5. СС корпуса. међутим, с обзиром на непосредну угроженост посаде, команда дивизије донела је одлуку о евакуацији.
С повлачењем четника простор око Требиња постао је слободан, па су се партизани могли инфилтрирати. Тих дана стигло је наређење за напуштање Требиња. Повлачење је било заказано за суботу, 7.10.
У Требињу 1. батаљон (без 3. чете) 369. легионарског пука, ојачан 3. батеријом 369. артиљеријског пука, 5. четом домобранске 1. бојне 9. посадног здруга, те жандармима и месном милицијом. У нападу на Требиње и осигурању напада учествовале су 10, 12, 13, и 14 херцеговачка бригада из састава 29. дивизије, и два батаљона Друге далматинске бригаде.
Партизански извиђачи су 4. октобра запазили су минирање неких објеката у Требињу и друге припреме за евакуацију, па је штаб дивизије наредио да се одмах пређе у напад. Четири батаљона Јужнохерцеговачке оперативне групе (13. и 14. бригаде) упућена су на комуникацију према Дубровнику са задатком да онемогуће извлачење осовинских снага из Требиња, док су два батаљона 13. бригаде и два батаљона Друге далматинске прешле у напад на сам град. Упркос снажном отпору, батаљони Друге далматинске ускоро су заузели железничку станицу и продрли према центру. Заповедник гарнизона, командант 369. пука пуковник Фишер донео је одлуку о пробоју. Формирана је колона која се запутила према Дубровнику док су заштитнице још заустављале напредовање снага НОВЈ кроз Требиње. Међутим, колона пуковника Фишера нападнута је и пресечена од делова 14. бригаде код Дражин Дола и Мостаћа. Према Дубровнику се пробио само пуковник Фишер са четом јуришних топова, док је главнина снага одбачена, и вратила се ка Требињу. Ове снаге током ноћи 4/5. октобра утврдиле су се у касарни Хрупјела у току ноћи 4/5. октобра и наставиле са упорном одбраном, док је остали део Требиња био ослобођен.
Према подофициру Тајмеру из 1. батаљона 369. пука, до неуспеха овог пробоја дошло је услед грешака у командовању, због којих посада није на време кренула из Требиња за својим командантом, па се на мосту у Мостаћу суочила са чврстом одбраном партизана који су у међувремену запосели мост и бункер.
Током 5. октобра из правца Дубровника према Требињу упућена је немачка борбена група „Шулце”   (ојачани ловачки батаљон) у циљу деблокаде и прихвата посаде Требиња. Након оштре борбе, напад ове групе одбијен је од 1. и 3. батаљона 12. херцеговачке бригаде.
Истог дана око 17. часова капетан Даинингер који је након одласка пуковника Фишера преузео команду у Требињу наредио је пробој у циљу спајања са борбеном групом Шулце. Међутим, пробој се лоше одвијао. У циљу олакшања пробоја, требало је да снаге борбене групе Шулце најпре изврше артиљеријску припрему. Међутим, њихове гранате почеле су падати на Даинингерову групу у наступању. Даинингерова групација наишла је код Засада и Мостаћа на положаје 3. и 4. батаљона 14. херцеговачке бригаде и ту била заустављена и одбачена, нашавши се тако у унакрсној ватри између јединица које су их гониле из Требиња и јединица које су им затварале излаз. Током ноћи ова група потпуно је уништена са изузетком око 30 војника на челу са Дајнингером који су се спасили препливавањем набујале Требишњице, и маршем босих ногу до Дужи и Иванице. 6. октобра Требиње је било слободно.
Постоји несагласност у погледу датума између записа подофицира Тајмера из 1. батаљона 369. пука и дивизијског дневника 29. дивизије. Према Тајмеровом запису, напад на Требиње и пробој пуковника Фишера одвијао се 7. октобра, а пробој капетана Даинингера и катастрофа његовог батаљона 8. октобра, док се према дневнику 29. дивизије радило о 4. односно 5. октобру. Према Тајмеру, сви заробљени Немци били су стрељани.
Ловачки батаљон, који је требало да нас прихвати,  није могао да на јуриш пређе мост, и, тешко потучен, био је одбачен назад. Тако је људством завладала дубока резигнација. Неки који су се сматрали добрим пливачима, покушали су да побегну преко набујале реке са разбацаним стењем и каменитим обалама. „Боље удавити се него пасти у руке партизана!" Неки пак нису успели да пређу и ми смо слушали њихове очајничке позиве у помоћ. На другој обали полако се прикупила мала група, међу којима и капетан Даинингер. Природно, ради пливања одбацили смо ципеле, и морали смо дрхтећи од хладноће босоноги да се пробијамо кроз бодљикави густиш и карст према Дубровнику. Након веома тешког марша до тринаест часова - реку смо препливали око поноћи - стигли смо до немачког положаја код Иванице и били спасени. Из нашег батаљона, нажалост, врло мало људи избегло је катастрофу. Наша групица бројала је 18 људи. Сви Немци били су стрељани у каменолому код Требиња.

## Резултат и последице
Делови 369. дивизије у борби за ослобођење Требиња претрпели су губитке од око 350 погинулих и заробљених, а такође је убијено или заробљено и око 80 домобрана. Задобивен је знатан ратни плен — између осталог и 4 топа 75 мм и 800 пушака, У борбама 4. и 5. октобра погинуло је 10 бораца 29. дивизије, док их је 12 било рањено. Погинула су и два борца Друге далматинске бригаде.
369. дивизија претрпела је након искрцавања 26. далматинске дивизије и Прве тенковске бригаде НОВЈ 15. октобра још низ тешких пораза на Пељешцу, код Стона и у Вуковом кланцу. Ови порази омели су евакуацију 118. ловачке дивизије, која је била предвиђена за употребу у Панонији. Упркос задржавању ових снага, 5. СС корпус није успео да врати иницијативу у своје руке и организују напад за поновно поседање Требиња. 18. октобра ослобођен је Дубровник, па је терет повезивања немачких формација пао на 21. корпус из Црне Горе. међутим, и снаге 21. корпуса претрпеле су неуспех и биле заустављене испред Никшића, а затим протеране из Бока Которске и Цетиња. Команда Југоистока стога је морала да тражи алтернативна ређења за пробој 21. корпуса из окружења.
Након пораза код Требиња, четници су настојали да обнове сарадњу са Немцима. Преговоре је водио Вукашин Перовић, политички делегат за Мостарски срез. По његовом захтеву четници су пустили све заробљенике „њемачке и хрватске народности” задобивене код Требиња. Пошто је његова концепција пропала и пошто је постао сметња склапању новог споразуму са Немцима, оставши без присталица, Лукачевић се у децембру предао британској батерији код Билеће која је била придодата снагама Другог ударног корпуса. Британци су Лукачевића предали снагама НОВЈ. У августу 1945. осуђен је на смрт и стрељан.